# أحمد حلمي
أحمد حلمي (مواليد 18 نوفمبر 1968) هو ممثل ومقدم برامج وكاتب ومنتج أفلام مصري. كانت بدايته في التلفزيون عندما كان يُخرج برنامج لعب عيال وقد شاهدته مديرة القناة وصممت أن يقوم هو بتقديم البرنامج سنة 1998، ودخل عالم التمثيل مع فيلم الناظر وفيلم السلم والتعبان وسهر الليالي ثم مع المخرج شريف عرفة في فيلم عبود على الحدود (1999)، وبعدها انطلقت مسيرته الفنية.
شارك أحمد حلمي في أكثر من 25 فيلما، وعدة مسلسلات، ومسرحية واحدة. وحصل علي عدة جوائز من أبرزها من مهرجان القاهرة السينمائي الدولي. وقام بتقديم عدة برامج منها: لعب عيال (1998)، ودربكة (1998)، ومن سيربح البونبون (2004)، وشوية عيال (2011)، وحلمي أون لاين. كما شارك كعضو لجنة تحكيم في برنامج أرابز غوت تالنت المواسم: 3 و4 و5 و6. وهو مؤسس شركة شادوز للإنتاج الفني والتوزيع. وقام بتأليف كتاب 28 حرف.

## النشأة
وُلد أحمد محمد حلمي عبد الرحمن عواد في 18 نوفمبر 1968 في مدينة بنها، محافظة القليوبية، وهو الابن الأوسط بين 3 إخوة: "خالد"، و"أحمد"، و"سالي". عاش في المملكة العربية السعودية عدة سنوات بسبب عمل والده هناك، حيث سافر إلى السعودية في سن السادسة، ودرس في مدينة جدة وعاش هناك 10 سنوات قبل أن يرجع إلى مصر ليتم دراسته ويلتحق بالمعهد العالي للفنون المسرحية وبعد ذلك بأكاديمية الفنون. تخرج حلمي من المعهد العالي للفنون المسرحية قسم ديكور. بدأ عمله كمهندس ديكور لفترة، ثم مخرجاً لبرامج الأطفال في الفضائية المصرية، ثم مذيع في القناة الفضائية المصرية في برنامج دربكة، ثم في برنامج لعب عيال، ونجح بعدها فاتجه للتمثيل وقام بأول أدواره في فيلم عبود على الحدود، حيث شارك الممثل علاء ولي الدين وكريم عبد العزيز البطولة ولفت المتابعين بأدائه الكوميدي.

## مسيرته الفنية
بدأ التمثيل من خلال التلفزيون في مسلسل ناس ولاد ناس عام 1993 مع الفنان كرم مطاوع ونادية لطفي، ولكن بعد المسلسل انقطع حلمي عن الوسط الفني بسبب تأديته الخدمة العسكرية ليعمل بعد ذلك فترة مهندس ديكور، ثم مخرجاً لبرامج الأطفال في القناة الفضائية المصرية. وتجعله الصدفة مذيع، بعد أن اختارته سناء منصور ليقدم برنامج أطفال لعب عيال؛ وحقق نجاحاً لافتاً، ما دعا المخرج شريف عرفة ليختاره لفيلم عبود على الحدود عام 1999 ليكون أول فيلم سينمائي له ونقطة التحول في حياته. وتوالت المشاركات بعد ذلك في الأفلام مثل: ليه خلتني أحبك (2000)، والناظر (2000)، وعمر 2000، والسلم والثعبان (2001)، و55 إسعاف (2001)، ورحلة حب (2001).
ونال حلمي أدوار البطولة بعد ذلك في أفلام عدة مثل: ميدو مشاكل (2003)، وسهر الليالي (2003) "والذي حصل علي جائزة عن دوره فيه من مهرجان دمشق السينمائي الدولي". وتوالت الأفلام بعد ذلك منها: صايع بحر (2004)، وزكي شان (2005)، وجعلتني مجرما (2006)، ومطب صناعي (2006)، وظرف طارق (2006)، وكده رضا (2007)، وآسف على الإزعاج (2008) "والذي حصل عن دوره فيه علي جائزة من المركز القومي للسينما، وكذلك جائزة أخرى عن الفيلم نفسه من المهرجان القومي للسينما المصرية.
وكان آخر أفلامه عام 2009 1000 مبروك، و2010 كلا من: عسل إسود، وبلبل حيران. تربع حلمي بفيلمه الجديد إكس لارج عام 2011 علي عرش الإيرادات في الموسم السينمائي بتحقيقه إيرادات تجاوزت 29 مليون جنيه ليصبح في الصدارة، كما اختارت لجنة التحكيم لمهرجان المركز الكاثوليكي للسينما المصرية هذا الفيلم من قائمة الأفلام الخمسة من بين 29 فيلما. قدم عام 2013 فيلم على جثتي، و2014 صنع في مصر، و2016 لف ودوران.وفيلم خيال مآتة 2019 و آخر أعماله واحد تاني 2022
كما شارك حلمي في العديد من المسلسلات التلفزيونية منها: السندريلا (2006)، ولحظات حرجة (2007)، والجماعة (2010). كما شارك في مسلسلات إذاعية عدة. وشارك في مسرحية حكيم عيون (2001).

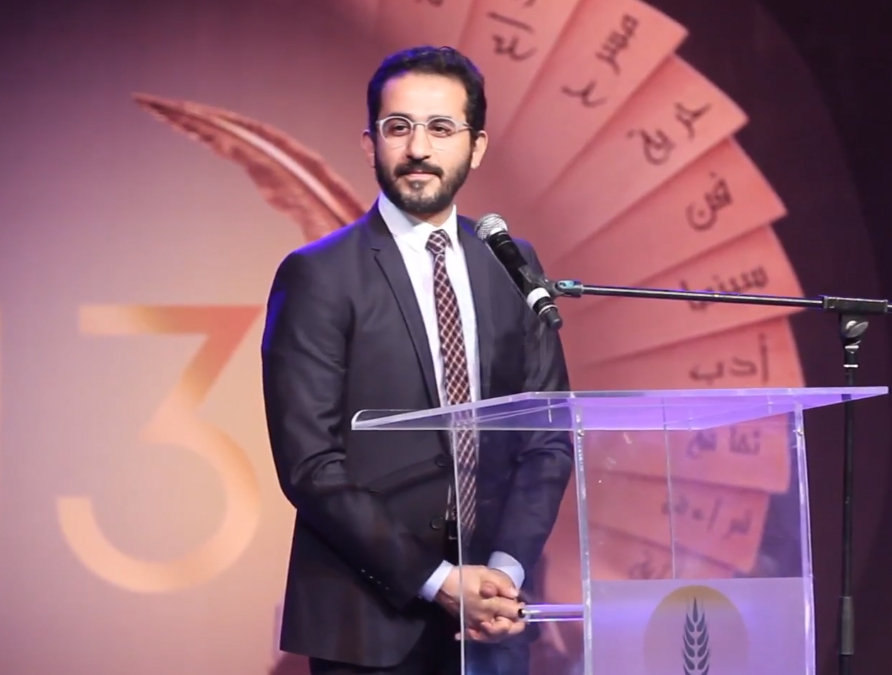
أحمد حلمي في حفل توزيع جوائز ساويرس لعام 2018.

## حياته الشخصية

### زواجه
تزوج من الممثلة منى زكي عام 2002 م، ولديه 3 أبناء: لي لي (2003)، وسليم (2014)، ويونس (2016).

### المرض
أصيب الفنان أحمد حلمي بمرض السرطان في الظهر، وقام بإجراء عملية استئصال للورم في الولايات المتحدة.

### نشاطاته الخيرية
اُختير أحمد حلمي سفيرًا لمشروع الغذاء من أجل التعليم وهو المشروع الذي أطلقه برنامج الأغذية العالمي للأمم المتحدة (برنامج الأغذية العالمي) وشركة المنتجات الغذائية شيبسي. وأكد حلمي أنه سيزور الأطفال في المدارس لمتابعتهم بالرغم من أن البرنامج لا يعطيه الجدول للأعمال لكنه يخطط للقيام بكل ما في وسعه لمُساعدة الأطفال.

## أعماله
شارك أحمد حلمي في أكثر من 25 فيلماً منهم فيلم ظرف طارق و اكس لارج، وعدة مسلسلات، ومسرحية واحدة.

## الجوائز والتكريم
- جائزة أحسن ممثل من مهرجان دمشق السينمائي الدولي.
- جائزة أحسن ممثل من مهرجان البينيال في باريس.
- جائزة أحسن ممثل من المهرجان الكاثوليكي السينمائي.
- جائزه أحسن ممثل كوميدي من أوسكار السينما العربية.
- جائزة تكريم من مهرجان المسرح العربي.
- جائزة من مهرجان تطوان في المغرب.
- جائزة صناع الترفيه الفخرية من مهرجان Joy Awards السعودية.
- تكّريم من مهرجان روتردام في دورته الـ 24 عن مسيرته الفنية.[6][7]

## وصلات خارجية
أحمد حلمي على موقع IMDb (الإنجليزية)
- أحمد حلمي على موقع قاعدة بيانات الأفلام العربية
- أحمد حلمي على موقع أول موفي (الإنجليزية)
- أحمد حلمي على موقع ديسكوغز (الإنجليزية)
- أحمد حلمي على موقع قاعدة بيانات الفيلم (الإنجليزية)